# Furmani
Furmani (Från tyskans Fuhrmann, sv. Vagnsförare) är den slovenska benämningen på de vagnförare som trafikerade handelsvägarna i nuvarande Slovenien så tidigt som på 1500-talet och tills byggandet av Sydbanan mellan Wien och Trieste, som innebar början till slutet för den här transportverksamheten.

## Historiska rötter
De historiska rötterna till furmani kan man spåra tillbaka till bärnstensvägen genom centraleuropa som var en uråldrig handelsväg med en sträckning från Östersjön till Adriatiska havets norra kust. För att undvika att korsa Alperna transporterades bärnstenen relativt långt söderut innan rutten avvek västerut och korsade områdena som idag utgör Slovenien för att nå Medelhavets sjötrafik.

## Romarriket
Under romartiden ingick de västra delarna av Slovenien i det romerska kärnriket och de östra delarna infogades redan år 100 f.Kr. detta innebar att romerska städer och vägar anlades och trafikerades. Bland annat så anlades Via Gemina som band ihop Aquileia och Emona via Vipavadalen, Col, Hrušicaplatån, Logatec och Vrhnika. Men det förekom även vägar längre söderut som korsade Karst och gick via antingen Razdrto och Postojna genom Postojnaporten eller ännu längre söderut över Javornikikullarna.

## Timmerhandeln
De vagnsförare som vanligen talas om som furmani är de som främst transporterade timmer från inlandet till Adriatiska havet från slutet av 1500-talet och framåt. Storhetstiden var på 1700-talet och när järnvägen mellan Trieste och Wien invigdes anpassade de sig och började köra transporter till och från järnvägsstationerna innan furmani helt upphörde. Längs de vägar som furmani använde sig av växte det fram en hel ekonomi (På slovenska kallas denna ekonomi furmanstvo) med bland annat värdshus med stora stall, vid brantare partier med extra hästar för uthyrning och även underhåll av vagnar, omskötsel av hästar och förare. På vägen tillbaka från kusten hade furmani med sig mjöl och andra förnödenheter till inlandet. Resan från Trojane till Trieste tog ungefär 50 timmar och från Wien tog det ungefär en vecka.
Den väg som är mest känd för furmani och furmanstvo i Slovenien heter vanligtvis Tržaška cesta eller Dunajska cesta, efter städerna som låg i ändarna på vägen, och de vägarna kan man hitta i de flesta av de orter. Särskilt viktiga knutpunkter längs vägen var de som låg vid foten av backar och pass, då dessa utgjorde problem för vagnarna (Till exempel Trojane, Postojna och Planina). Just Postojna och Planina som ligger på varsin sida av Postojnaporten hade en stark ekonomi baserat på furmani och deras behov att ta sig över Postojnaporten. Den oftast använda vägen upp från Planina är 10 kilometer och består av flera serpentiner, men kompletterades av en betydligt brantare men rakare väg (Jamborna pot) upp via byn Strmca som användes för att transportera trädstammar som skulle komma att användas som båtmaster, ibland så långa som 64 meter.

## Kulturellt arv
Idag finns ett påtagligt kulturellt arv från furmani i de orter som låg längs furmanis vägar. Bland annat syns vägens betydelse i den gamla bebyggelsen som ofta följer Tržaška cesta och ger långa utsträckta byar (Logatec står ut som ett tydligt exempel). I en del orter finns det värdshus från den tiden som fortfarande idag fungerar som barer (Till exempel Bar Brne i Postojna) och det finns en lång folklig tradition av att stanna till i Trojane för att äta en munk. I Postojna firas varje år sedan 1981 Furmanski Praznik (sv. Furmanifestivalen) där man firar furmani, vagnsförare och Martin Krpan med uppvisning av vagnar, tävlingar och folklore. Strax norr om Postojna där Jamborna pot gick finns det en trädstam som visar på hur långa stammar som faktiskt transporterades längs den vägen.